# Бібірешть
Бібірешть, Бібірешті (рум. Bibirești) — село у повіті Бакеу в Румунії. Входить до складу комуни Унгурень.
Село розташоване на відстані 243 км на північ від Бухареста, 13 км на південний схід від Бакеу, 81 км на південний захід від Ясс, 141 км на північний захід від Галаца, 148 км на північний схід від Брашова.

## Населення
За даними перепису населення 2002 року у селі проживали 922 особи, з них 920 осіб (99,8%) румунів. Усі жителі села рідною мовою назвали румунську.